# Mulungu do Morro
Mulungu do Morro é um município brasileiro do estado da Bahia. Sua população estimada em 2020 era de 10 673 habitantes.

## História
A história das terras de Mulungu do Morro se confunde com as dos municípios de Morro do Chapéu, até a década de 1960, e de Cafarnaum até sua emancipação política no final da década de 1980.
O seu contemporâneo povoamento remonta a boiadeiros, tropeiros e vaqueiros sertanejos que, segundo a tradição oral local, teriam perdido seus bois e, então, localizado estas terras, decidiram ocupá-las, tornando-se posseiros que estabelecendo sua moradia naquele lugar, que passou a ser conhecido como "Mulungu do Morro" por conter uma grande quantidade de árvores chamadas de mulungu.
Em 1953, durante a gestão do governador Régis Pacheco, o povoado de Mulungu do Morro foi elevado à condição de Distrito municipal pela lei estadual nº 628, de 30 de dezembro de 1953, com terras desmembradas do distrito de Canarana, subordinado ao município de Morro do Chapéu.
Em divisão territorial datada de 1º de julho de 1955, o distrito de Mulungu do Morro, figura no município de Morro do Chapéu. Assim permanecendo em divisão territorial datada de 1º de julho de 1960.
A partir do decreto estadual nº 1.719, de 16 de julho de 1962, o distrito de Mulungu do Morro foi desmembrado do município de Morro do Chapéu para constituir o novo município de Cafarnaum, sendo transferida a responsabilidade política sobre o distrito para este novo município.
No final da década de 1970 surgiu uma mobilização política na localidade que resultou na criação de um projeto de lei na Assembleia Legislativa propondo a emancipação do distrito. Ele acabou sendo elevado à categoria de município com a denominação de Mulungu do Morro, pela lei estadual nº 5.014, de 13 de junho de 1989, quando teve terras desmembradas dos municípios de Cafarnaum e Morro do Chapéu.

## Geografia
O município de Mulungu do Morro, está localizado na porção centro-norte do estado da Bahia, estando inserida no território de identidade de Irecê. Ele se situa entre as coordenadas geográficas latitude 11° 58' 9 Sul, e longitude 41° 38' 17 Oeste.
A cidade de Mulungu do Morro se encontra a uma distância de 358 Km de Salvador, capital baiana, estando a uma altitude de 822 metros em relação ao nível do mar. O acesso ao município pode ser feito por rodovias federais (BR-122) e estaduais (especialmente a BA-432). As vias de acesso existentes entre seus distritos, sede e demais localidades rurais envolvem as diferentes vias federais, estaduais ou locais que cruzam o seu território.

### Clima
O clima do município de Mulungu do Morro está inserido nos tipos climáticos Semiárido e Subúmido a Seco.
Há um déficit hídrico no município que torna desfavorável à agropecuária. De maneira geral, o baixo índice de precipitação e sua má distribuição espaço temporal são responsáveis pela ocorrência de secas nesse território.

### Hidrografia
Em termos hidrográficos, o município de Mulungu do Morro contempla duas grandes bacias hidrográficas:
- Rio São Francisco (sub-bacia do Rio Jacaré, abarca cerca de 125 Km² do município);
- Rio Paraguaçu (abarca a maior parte do território com 523 Km² do município).

Os principais cursos d'água que integram o trecho drenado pela bacia do Paraguaçu são o Riacho São José, o Riacho do Cerco (ou Duas Barras) e o Rio Tijuco.

## Organização Político-Administrativa
O Município de Mulungu do Morro possui uma estrutura político-administrativa composta pelo Poder Executivo, chefiado por um Prefeito eleito por sufrágio universal, o qual é auxiliado diretamente por secretários municipais nomeados por ele, e pelo Poder Legislativo, institucionalizado pela Câmara Municipal de Mulungu do Morro, órgão colegiado de representação dos munícipes que é composto por 9 vereadores também eleitos por sufrágio universal.

### Atuais autoridades municipais de Mulungu do Morro
- Prefeito: Edimario José Boaventura - PSB (2021/-)[10]
- Vice-prefeito: Elseclei Alves Sales - PP (2021/-)[10]
- Presidente da Câmara:  Júlio Souza Santos - PP (2021/-)[11]

### Divisão administrativa
A sede do município fica na cidade de Mulungu do Morro que até 1989 era a vila que sediava o distrito de mesmo nome.
O município é constituído por 3 distritos: 
- Mulungu do Morro (cidade sede);
- Canudos (ex-Paz do Canudos), distante 2,8 km a nordeste da sede municipal; e
- Várzea de Cerco, distante 24,5 km a sudeste da sede municipal.

## Economia
As principais atividades econômicas do município de Mulungu do Morro são a agricultura de subsistência (principalmente cebola, mandioca, feijão, milho e tomate), a pecuária (principalmente bovinos, caprinos e aves) de base familiar, o comércio e setor de serviços (principalmente serviços públicos).
A média renda salarial da população empregada com carteira de trabalho assinada é de 1,9 salário mínimo.

## Infraestrutura e Serviços Públicos

### Educação
O município de Mulungu do Morro possui as seguintes escolas:
- Escola José de Alencar: construída na gestão do prefeito de Cafarnaum, Carlos Xavier de Oliveira em 1969.
- Escola Rogaciano Xavier: construída na gestão do prefeito de Cafarnaum, Eronides Souza Santos.
- Escola Monteiro Lobato: construída na gestão do prefeito de Cafarnaum, Carlos Xavier de Oliveira em1968.
- Escola Estadual João Durval Carneiro: surgiu na gestão do prefeito de Cafarnaum, Eronides Souza Santos.
- Escola Otacílio Serafim: em documentos (Monteiro Lobato), levantado dois metros de altura pelos alunos e professores e terminado pelo prefeito de Mulungu do Morro, Mário de Souza Verde.
- Escola Otávio Oliveira Mendes: construída na gestão do prefeito de Cafarnaum, Eronides Souza Santos.
- Colégio João Primo da Silva: construída na gestão do 1º prefeito de Mulungu do Morro, Daniel Francisco de Souza.

### Comunicações

#### Deserto de Notícias
De acordo com o Atlas da Notícia, mapeamento realizado pelo "Instituto para o Desenvolvimento do Jornalismo" (Projor) com a Agência Brasileira de Jornalismo de Dados "Volt Data Lab", Mulungu do Morro seria um Deserto de Notícia, pois inexistem meios de comunicação situados neste município que produzem informação local.

## Cultura, Esporte e Lazer
Os imóveis tombados pelo Município por causa de suas características históricas, artísticas, culturais e paisagísticas são isentos do imposto sobre a propriedade territorial urbana (IPTU), de acordo com o artigo 158 da lei orgânica municipal de Mulungu do Morro.